# Lehmkuhlener Pony
Das Lehmkuhlener Pony ist eine seltene Hauspferdrasse aus Schleswig-Holstein.

Hintergrundinformationen zur Pferdebewertung und -zucht finden sich unter: Exterieur, Interieur und Pferdezucht.

## Exterieur
Das Lehmkuhlener Pony ist ein mittelgroßes, edles, aber kräftiges Pony. Der Kopf ist edel mit einer geraden Nasenlinie und kleine Ohren. Mit breiter, tiefer Brust, langer, schräger Schulter, flachem Widerrist, elastischem, kurzen Rücken, mächtiger, abschüssiger Kruppe und tiefem Schweifansatz. Sie haben und ein trockenes, korrektes Fundament und harte Hufe. Sie sind durchschnittlich 125–140 cm groß. Bei Hengsten sind Mähne und Schweif sehr lang und üppig.
Leichte, raumgreifende Bewegungen in allen drei Gangarten. Starker Schub aus der Hinterhand mit guten Springanlagen.

## Interieur
Es ist ein vielseitiges Pony, das für alle Disziplinen geeignet ist. Gute Gesundheit, Langlebigkeit, Fruchtbarkeit und Umgänglichkeit. Leistungsbereit, unkompliziert, nervenstark und wesensfest. Außerordentlich genügsam, hart und widerstandsfähig. Zur ganzjährigen Freilandhaltung bei Vorhandensein einer Schutzhütte geeignet. Für die Stutbucheintragung müssen Stuten mindestens drei Jahre alt sein.

## Zuchtgeschichte
Das Lehmkuhlener Pony stammt von dem Gut Lehmkuhlen bei Preetz in Schleswig-Holstein und wurde in den 1920er Jahren zunächst als private Zucht der Agnes Baronin von Donner begründet. Bis 1953 wurden die Ponys halbwild auf den Ländereien des Gutes Lehmkuhlen gehalten. Später wurde es im Stutbuch des Deutschen Kleinpferdestammbuchs beim Verband der Kleinpferdezüchter Deutschlands e. V. geführt.
Mit einem Bestand von 21 Tieren im Jahr 2021, darunter sechs Hengste und fünfzehn Stuten, wird es in der Kategorie I (extrem gefährdet) in der Roten Liste der Gesellschaft zur Erhaltung alter und gefährdeter Haustierrassen geführt.
Die Zucht der Lehmkuhlener Ponys basierte im Ursprung auf einigen wenigen Ponys und zwar:
„Marquis Ito“, ein schwarzer Hengst, der 1914 auf dem Gut Emkendorf geboren wurde, und der aus zwei aus England importierten Ponys gezogen war. Der Vater war „Poobak“, der als Westmoreland bezeichnet wurde. Dessen Vater war „Mikado“, der Begründer der heutigen Fell-Ponys. Seine Mutter war eine Stute von der schottischen Insel Rùm. Bei den Rumponys handelte es sich ähnlich den Dülmenern um eine Wildlingsherde, die allerdings als ausgestorben anzusehen ist. Marquis Itos Mutter war „Boanie’s Brown“, eine Stute, die „aus einem sehr alten Stamm in New Forest“ stammte. „Marquis Ito“ wurde am 2. Februar 1938 in Elmshorn gekört.
„Grille“, eine 1907 geborene Stute, die von Hagenbeck aus England importiert war und 1913 nach Lehmkuhlen kam. Dem Typ nach könnte es sich bei dieser Stute um ein Dartmoor-Pony, möglicherweise aber auch um ein Westmoreland-Pony gehandelt haben, nähere Angaben zu dieser Stute liegen nicht vor.
„Wiltrud“, eine 1921 geborene Rapp-Stute mit kleiner Blässe aus der Dülmener Wildpferd (Wildlingsherde) des Herzogs von Croÿ. Diese Stute wurde 1936 in das Kleinpferdestammbuch eingetragen.
„Griseldis“, eine auch 1921 geborene, wildfarbene, mausgraue Stute mit Aalstrich und Zebrastreifung an den Vorderbeinen, die ebenfalls aus der Dülmener Wildlingsherde im Merfelder Bruch stammt. Auch diese Stute wurde 1936 in das Kleinpferdestammbuch eingetragen.
„Schneck“, eine 1918 geborene und von dem Hakneyzüchter H. Dollman aus England importierte Stute. Diese Stute wurde 1936 in das Kleinpferdestammbuch eingetragen.
„Lina“, ein Beutepony, das von der zurückkehrenden Armee 1918 erworben wurde. Einzelheiten über die Herkunft dieser Stute sind nicht bekannt. Lina war Mutter von „Dolly“ (1936 eingetragen beim Kleinpferdestammbuch), welche über deren 1926 geborenen Hengst „Favorito“ in die Lehmkuhlener Zucht Eingang fand.
Zur Festigung der Zucht wurden, nachdem in den 1920er und 1930er Jahren nur mit dem Hengst Marquis Ito und dessen Söhnen „Favorito“ s. o. und „Grane“ a. d. Griseldis s. o., wiederum Importhengste eingesetzt. Zu nennen sind „Teify“ a. d. „Devi Pride“ (8872) u. v. d. „Bowdler Brightlight“ und „Speedwell“ a. d. „Triplex“ (8900) u. v. d. „Quick Silber“ (1483) eingesetzt. Ab 1945 auch der in der Wildbahn in Dülmen geborene Hengst „Pedro“ v. d „Graven Lovely Shot“.
Nachkriegsbedingte Umstände führten dazu, dass Mitte der 1950er Jahre die Ursprungsherde in Lehmkuhlen aufgelöst und der Lehmkuhlener Bestand an Zuchtponys verkauft wurde.
Um eine Fortsetzung der Lehmkuhlener Ponyzucht bemühte sich Friedrich Lilienthal in St. Peter-Ording. Mit einigen Zuchtstuten und dem Hengst „Pascha“ a. d. „Kamilla“ (St. 51) u. v. d. „Pedro“, s. o., einem der vier durch ihre Auftritte bei den Ostseehallenturnieren berühmt gewordenen Lehmkuhlener Gespannhengste der Spedition Neelsen, dieser war allerdings nicht gekört und das Köramt war auch nicht zu einer Körung zu bewegen. Als Ausweichlösung wurde „Fiete“ Lilienthal vom Verband angeraten, eine Anpaarung mit kaltbluttypischen – dicken dänischen – Fjordpferden vorzunehmen. Lilienthal befolgte den Rat nicht, der Zuchtlegalität halber setzte er schließlich Araberwarmblutkreuzungen ein mit dem Ergebnis, dass der Lehmkuhlener Originaltyp verloren ging. Mit dem Ableben von Friedrich Lilienthal wurde auch dessen Kleinpferdezucht aufgegeben.
Dagegen konnte durch Hans Kurt von Eben in Niederkleveez eine sehr typvolle kleine Population des Lehmkuhlener Pony weitergezüchtet werden. Mit dem gekörten Hengst „Sirius“ a. d. „Daisy“ (StB) u. v. d. „Speedwell“, s. o., und einer von „Grane“ (A 227/37) abstammenden Stute ab 1964 die Zucht in kleinem Umfang erhalten und bis zu seinem Ableben weiterführen.
Aus dem züchterischen Nachlass von Hans Kurt von Eben stehen heute drei Stuten mit je zwei einjährigen und zwei zweijährigen Jungstuten sowie einem einjährigen Hengst als Nachkommen des ebenfalls von Hans Kurt von Eben gezogenen sehr typischen, aber 2003 verendeten, Hengstes „Seidliz“. Dieser Hengst, hat nahezu alle vorerwähnten Lehmkuhlener Hengste unter seinen Vorfahren. Mütterlich ist er stark durch die Linien aus „Lina“ und „Grille“ beeinflusst.
Mangels bekannter noch existierender und zu Deckeinsatz fähiger Lehmkuhlener Hengste sind zur Erhaltung der Rasse geeignete Hengste aus verwandten Rassen einzusetzen. Gegenwärtig deckt ein aus Cumbria, dort aus der Gegend des vormaligen Westmoreland importierter Fell-Hengst, zu dessen Vorfahren auch der Hengst „Mikado“ zählt.